# Équipe de Guinée de football à la Coupe d'Afrique des nations 2021
L’équipe de Guinée de football participe à la Coupe d'Afrique des nations 2021 organisée au Cameroun du 9 janvier au 6 février 2022. Il s'agit de la 13e participation du Syli national, emmené par Kaba Diawara. Elle est éliminée par la Gambie en huitième de finale (0-1).

## Qualifications
La Guinée est placée dans le groupe A des qualifications qui se déroulent de novembre 2019 à mars 2021. Ces éliminatoires sont perturbés par l'épidémie de covid-19. La Guinée se qualifie en prenant la deuxième place du groupe.
| Rang | Équipe  | Pts | J | G | N | P | Bp | Bc | Diff |  | Résultats (▼ dom., ► ext.) |     |     |     |     |
| ---- | ------- | --- | - | - | - | - | -- | -- | ---- |  | -------------------------- | --- | --- | --- | --- |
| 1    | Mali    | 13  | 6 | 4 | 1 | 1 | 10 | 4  | +6   |  | Mali                       |     | 2-2 | 1-0 | 3-0 |
| 2    | Guinée  | 11  | 6 | 3 | 2 | 1 | 8  | 5  | +3   |  | Guinée                     | 1-0 |     | 2-0 | 1-0 |
| 3    | Namibie | 9   | 6 | 3 | 0 | 3 | 8  | 7  | +1   |  | Namibie                    | 1-2 | 2-1 |     | 2-1 |
| 4    | Tchad   | 1   | 6 | 0 | 1 | 5 | 2  | 12 | -10  |  | Tchad                      | 0-2 | 1-1 | 0-3 |     |

| 14 novembre 2019 | Mali                            | 2 - 2 | Guinée                   |                          |                          |
| 19h00 UTC        | A. Traoré 56e · Sylla 71e (csc) | (0-0) | 66e N. Keita · 75e Condé | Stade du 26-Mars, Bamako | Stade du 26-Mars, Bamako |

| 17 novembre 2019 | Guinée                | 2 - 0   | Namibie |                                |                                |
| 16h00 UTC        | Sylla 42e · Kanté 70e | (1 - 0) |         | Stade du 28-Septembre, Conakry | Stade du 28-Septembre, Conakry |

| 11 novembre 2020 | Guinée        | 1 - 0   | Tchad |                                |                                |
|                  | M. Camara 44e | (1 - 0) |       | Stade du 28-Septembre, Conakry | Stade du 28-Septembre, Conakry |

| 15 novembre 2020                         | Tchad        | 1 - 1                 | Guinée       |                                                 |                                                 |
|                                          | Abdraman 45e | (1 - 1)               | 24e N. Keita | Stade omnisports Idriss-Mahamat-Ouya, N'Djaména | Stade omnisports Idriss-Mahamat-Ouya, N'Djaména |
| Mbangossoum 41e, 88e · Mouandilmadji 42e |              | 42e Falette · 82e Sow |              | Stade omnisports Idriss-Mahamat-Ouya, N'Djaména | Stade omnisports Idriss-Mahamat-Ouya, N'Djaména |

| 22 mars 2021 | Guinée     | 1 - 0   | Mali |                                                             |                                                             |
|              | Soumah 75e | (0 - 0) |      | Stade du 28-Septembre, Conakry Arbitrage : Youssef Essrayri | Stade du 28-Septembre, Conakry Arbitrage : Youssef Essrayri |

| 29 mars 2021 | Namibie                  | 2 - 1   | Guinée        |                                                             |                                                             |
|              | Shalulile (en) 45+2e 77e | (1 - 1) | 17e Kane (en) | Stade Sam Nujoma (en), Windhoek Arbitrage : Norman Matemera | Stade Sam Nujoma (en), Windhoek Arbitrage : Norman Matemera |

## Préparation
L'équipe de Guinée effectue un stage de préparation à Kigali où elle affronte deux fois l'équipe du Rwanda. Après une lourde défaite (3-0) le 3 janvier, le Syli national s'impose trois jours plus tard (2-0).
| 3 janvier 2022 | Rwanda                                       | 3 - 0   | Guinée | Stade Amahoro, Kigali |  |
| 14h00 UTC      | Hakizimana 22e · Usengimana 47e · Muhozi 72e | (1 - 0) |        |                       |  |

| 6 janvier 2022 | Rwanda | 0 - 2 | Guinée                  | Stade Amahoro, Kigali |  |
|                |        | (0-2) | 27e Bayo · 34e N. Keita |                       |  |

## Compétition

### Tirage au sort
Le tirage au sort de la CAN 2021 est effectué le 17 août 2021 à Yaoundé. La Guinée, 76e nation au classement FIFA, est placée dans le chapeau 2. Le tirage la place dans le groupe B, avec le Sénégal (chapeau 1, 21e au classement Fifa), le Zimbabwe, (chapeau 3, 108e) et le Malawi (chapeau 4, 118e).

### Effectif
Le sélectionneur Kaba Diawara annonce une première liste de 27 joueurs le 20 décembre 2021. Les principaux absents sont François Kamano, Mady Camara, Simon Falette et Kamso Mara. Ilaix Moriba et Lamarana Diallo sont appelés pour la première fois. Florentin Pogba et Antoine Conte sont contraints de renoncer en raison de blessures, ils sont remplacés le 25 décembre par Gaoussou Siby et Fodé Camara.

### Premier tour
La Guinée remporte, difficilement, son premier match face au Malawi, grâce à un but d'Issiaga Sylla.
| Rang | Équipe   | Pts | J | G | N | P | Bp | Bc | Diff |  | Résultats (▼ dom., ► ext.) |  |     |     |     |
| ---- | -------- | --- | - | - | - | - | -- | -- | ---- |  | -------------------------- |  | --- | --- | --- |
| 1    | Sénégal  | 5   | 3 | 1 | 2 | 0 | 1  | 0  | +1   |  | Sénégal                    |  | 0-0 | 0-0 | 1-0 |
| 2    | Guinée   | 4   | 3 | 1 | 1 | 1 | 2  | 2  | 0    |  | Guinée                     |  |     | 1-0 | 1-2 |
| 3    | Malawi   | 4   | 3 | 1 | 1 | 1 | 2  | 2  | 0    |  | Malawi                     |  |     |     | 2-1 |
| 4    | Zimbabwe | 3   | 3 | 1 | 0 | 2 | 3  | 4  | -1   |  | Zimbabwe                   |  |     |     |     |

     Équipe qualifiée ou victorieuse; Pts = points; J = joués; G = gagnés; N = nuls; P = perdus;
Bp = buts pour; Bc = buts contre; Diff = différence de buts
| 10 janvier 2022 | Guinée | 1 - 0   | Malawi                  | Stade omnisports de Bafoussam, Bafoussam |                               |
| 17h00 WAT       | Sylla 35e | (1 - 0) |                         | Arbitrage : Daniel Nii Laryea            | Arbitrage : Daniel Nii Laryea |
| 17h00 WAT       | Conté 75e | Rapport | 81e Idana · 83e Mbulu · | Arbitrage : Daniel Nii Laryea            | Arbitrage : Daniel Nii Laryea |
| 17h00 WAT       | A. Keita - Sylla, Conté, M. A. Camara, Sow (O. Kanté 71e), Kané - N. Keita , Diawara, A. Camara (Cissé 46e) - Bayo (Kaba 88e), J. Kanté (Diallo 71e) | Équipes |                         | Arbitrage : Daniel Nii Laryea            | Arbitrage : Daniel Nii Laryea |

| 14 janvier 2022 | Sénégal | 0 - 0   | Guinée | Stade omnisports de Bafoussam, Bafoussam |                                   |
| 14h00 WAT       | | (0 - 0) | | Arbitrage : Bamlak Tessema Weyesa        | Arbitrage : Bamlak Tessema Weyesa |
| 14h00 WAT       | Kouyaté 75e | Rapport | 49e Diawara · 64e N. Keita · 80e Sylla · 83e A. Keita ·                                                                                | Arbitrage : Bamlak Tessema Weyesa        | Arbitrage : Bamlak Tessema Weyesa |
| 14h00 WAT       | Dieng - S. Ciss, A. Diallo, P.A. Cissé, Mbaye - Kouyaté, Loum, Thiam (H. Diallo, 74e), Mané , B. Sarr (Keita Baldé, 90e) - Dia (Lopy 81e) | Équipes | A. Keita - Sylla, Conté, M. A. Camara, Sow, Cissé - N. Keita , Diawara (Konaté 78e), Moriba (Conté 66e) - Guilavogui (Sylla 90e), Bayo | Arbitrage : Bamlak Tessema Weyesa        | Arbitrage : Bamlak Tessema Weyesa |

| Match 28                  | Zimbabwe                                 | 2 - 1   | Guinée                                  | Stade Ahmadou-Ahidjo, Yaoundé                                  |                                                                |
| 18 janvier 2022 17h00 WAT | Musona 26e · Mahachi 43e                 | (2 - 0) | 49e N. Keita                            | Arbitrage : Salima Mukansanga Arbitre vidéo : Bouchra Karboubi | Arbitrage : Salima Mukansanga Arbitre vidéo : Bouchra Karboubi |
| 18 janvier 2022 17h00 WAT | Shumba 56e · Mahachi 86e · Bhasera 90+1e | Rapport | 34e Cissé · 90+1e N. Keïta · 90+3e Kané | Arbitrage : Salima Mukansanga Arbitre vidéo : Bouchra Karboubi | Arbitrage : Salima Mukansanga Arbitre vidéo : Bouchra Karboubi |

### Phase à élimination directe
| Match 39                  | Guinée  | 0 - 1   | Gambie         | Stade omnisports de Bafoussam, Bafoussam                     |                                                              |
| 24 janvier 2022 17h00 WAT |         | (0 - 0) | 71e Mu. Barrow | Arbitrage : Amin Omar Arbitre vidéo : Mahmoud Mohamed Ashour | Arbitrage : Amin Omar Arbitre vidéo : Mahmoud Mohamed Ashour |
| 24 janvier 2022 17h00 WAT | Rapport |         |                | Arbitrage : Amin Omar Arbitre vidéo : Mahmoud Mohamed Ashour | Arbitrage : Amin Omar Arbitre vidéo : Mahmoud Mohamed Ashour |

### Statistiques

#### Buteurs
| Buts | Joueurs       | Adversaires  |
| ---- | ------------- | ------------ |
| 1    | Naby Keïta    | Zimbabwe (1) |
| 1    | Issiaga Sylla | Malawi (1)   |